# 前橋市大渡温水プール
前橋市大渡温水プール（まえばししおおわたりおんすいぷーる）は群馬県前橋市にあるスポーツ施設である。日本水泳連盟公認の25m屋内水泳場がある。

## 温水プール
25m×25mプールである。水泳競技会があるときは全面水深1.3mになる。一般時は幼児用が1/6面（2コース分）になり水深50cmとなる。 児童・教室用が1/3面（4コース分）になり水深90cmとなる。
また、水泳競技会があるときは9レーンでコース幅2.5mとなる。

## トレーニング室
有酸素系器具やウェイト・トレーニング用、リラクゼーションマシーンなどがある。事故防止のため中学生以上からでしか使用できない。

## 軽スポーツ室
エアロビクスやヨガなどのスポーツ教室を開催している。
床はフローリングで10m×17mである。

## 大渡体育館
床面積は1016.04m2。全面利用時はバレーボールとバスケットボールは2面、バドミントンは3面、フットサルは1面利用できる。
利用できる種目はバドミントン、バレーボール、バスケットボール、フットサル、卓球、太極拳、軽スポーツ等。
現在、前橋市立元総社中学校の体育館が工事を行ってるため、部活利用を優先的に使用している。

## 主な大会
- 前橋市市民スポーツ祭水泳競技大会[4]